# Refuge Adèle Planchard
Le refuge Adèle Planchard est un refuge situé en France, dans le massif des Écrins, à 3 169 mètres d'altitude, au pied de la Grande Ruine, dans le parc national des Écrins. Le refuge historique est construit en 1926, il existe toujours et un nouveau refuge est construit à côté en 1981.

## Caractéristiques
Le refuge est situé sur l'adret de la Grande Ruine dont le sommet est situé à l'ouest, directement sous les Jumeaux et les Clochers de l'Alpe au nord, jouxtant le glacier Supérieur des Agneaux à l'ouest et dominant le glacier de la Plate des Agneaux et les sources de la Romanche au sud-est, face au pic de Neige Cordier au sud-est et à la roche Faurio au sud.
L'ancien refuge n'accueille plus le public, le nouveau refuge pendant la période où il est gardé peut accueillir 53 personnes, et hors période de gardiennage peut accueillir 26 personnes.
La période gardée se situe de début avril à mi-mai et de mi-juin à mi-septembre, souvent en fonction des conditions nivologiques ou météorologiques.
Comme la plupart des refuges d'altitude dans les Écrins, ce refuge n'a pas de captage d'eau fixe d'où la difficulté de s'approvisionner en eau. Dans tous les cas l'eau réceptionnée par le gardien est de l'eau de fonte ou de pluie, donc de l'eau non-minéralisée.

## Histoire
En février 1925, par testament, Mme Adèle Planchard lègue à la Société des touristes du Dauphiné une somme de 2 500 F pour la réalisation de travaux en haute montagne.
Au lieu-dit Campement Gravelotte, la STD fait ériger un refuge inauguré le 15 août 1927. La réalisation est confiée à la société grenobloise Bouchet-Viallet.
Dans les années 1960, le Grenoble Université Club fondé en 1922 qui effectuait alors ses entraînements de ski d'été au refuge déplace ses activités au glacier de Sarenne qui est intégré dès 1963 au domaine skiable de l'Alpe d'Huez.

## Accès
Depuis le Pont d'Arsine, sur la commune de Villar-d'Arêne, suivre le sentier balisé qui remonte le cours de la Romanche en rive gauche. Il serpente à travers le plan de l'Alpe jusqu'aux sources de la Romanche pour ensuite rejoindre la moraine du glacier de la Plate des Agneaux. Il quitte la moraine pour gagner en hauteur la Pierre à Jules. Le refuge alors apparaît au-dessus.
Cette randonnée à travers les alpages d'abord puis en haute montagne ensuite, peut se faire sans matériel technique dès lors que les névés ont fondu. Il faut compter 5h à 6h de marche, parcourir environ 13 km et monter de 1 500 m.

## Ascensions
La fonction première du refuge est de servir de lieu de secours pour les alpinistes attardés dans le massif de la Grande Ruine.
Les alpinistes ayant recours au refuge Adèle Planchard peuvent être engagés, par exemple, dans :
- l'ascension de la pointe Brevoort (ski, mixte) ;
- l'ascension de la Tour Choisy (rocher) ;
- l'ascension de Roche Méane (rocher) ;
- le tour de la Meije (ski) ;
- le tour de la Grande Ruine (ski) ;
- la traversée La Selle / Châtelleret / Planchard / Écrins (ski).